# Siv Friðleifsdóttir

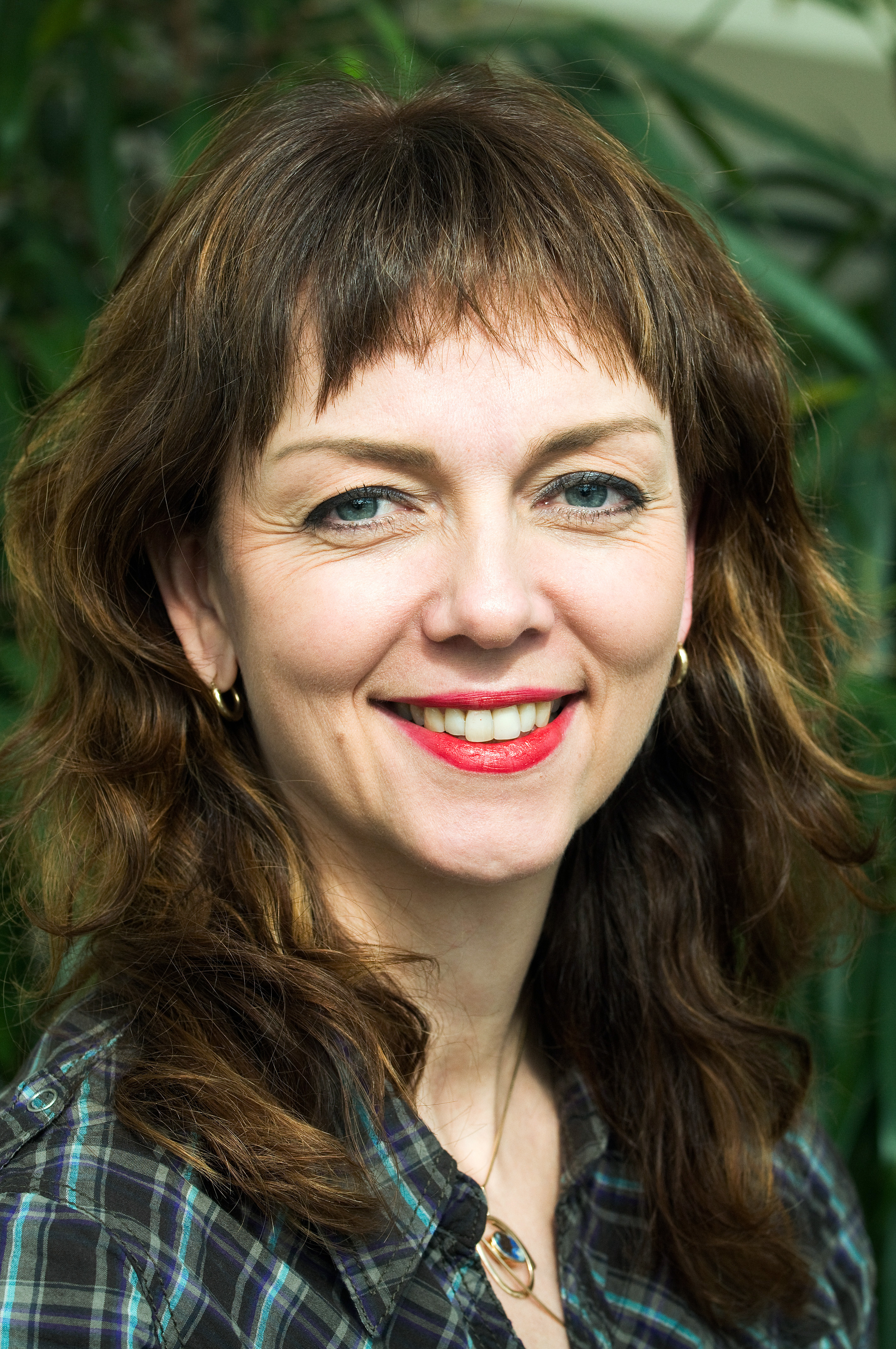
Siv Friðleifsdóttir (2008)

Siv Friðleifsdóttir, mit vollem Namen Björg Siv Juhlin Friðleifsdóttir, (* 10. August 1962 in Oslo) ist eine isländische Politikerin der Fortschrittspartei. Sie war von 1999 bis 2004 Umweltministerin und Ministerin für Nordische Kooperation, von 2006 bis 2007 Gesundheitsministerin Islands. Dem isländischen Parlament Althing gehörte sie von 1995 bis 2013 an.

## Leben
Siv Friðleifsdóttir ist ausgebildete Physiotherapeutin und war bis zu ihrer Wahl ins isländische Parlament Althing 1995 in diesem Beruf tätig. Sie war zunächst Abgeordnete für den damaligen Wahlkreis Reykjanes, seit der Neueinteilung der Wahlkreise in Island 2003 bis 2013 für den Südwestlichen Wahlkreis. Von 1999 bis 2004 war sie Umweltministerin und Ministerin für Nordische Kooperation, in den Jahren 2006 und 2007 Gesundheitsministerin.
Von 2007 bis 2009 war Siv Friðleifsdóttir Fraktionsvorsitzende der Fortschrittspartei. Sie stand von 2009 bis 2011 an vierter Stelle (4. varaforseti) in der Vizepräsidentschaft des Parlaments. Von 1995 bis 1999 und von 2007 bis 2013 war sie Mitglied der isländischen Delegation im Nordischen Rat. Des Weiteren gehörte sie von 1995 bis 1999 der isländischen Delegation in der Parlamentarischen Versammlung der Westeuropäischen Union an und war von 2004 bis 2006 Vize-Vorsitzende der isländischen Delegation in der Parlamentarischen Versammlung des Europarates.
Mit Stand 2024 ist sie Mitglied im Rat für Personenfreizügigkeit und im Nordischen Komitee höherer Beamter für Gesundheit und Soziales des Nordischen Rats.